# ملا ابوبکر مصنف چوری
ملا ابوبکر چوری (به کردی: مه‌لا ئه‌بووبه‌کری چۆڕی) ملقب به مصنف چوری از شاعران و دانشمندان دینی کرد سده دهم و یازدهم هجری است. نام کامل وی ابوبکر محمد حسن فرزند سید هدایت الله ابن مولانا یوسف جان، از نسل پیر خضر شاهو است و در اشعارش ابن هدایت تخلص دارد. در اردیبهشت سال ۱۳۹۱ کنگره‌ای برای بزرگداشت وی و بررسی آثارش در زادگاهش مریوان برگزار شد.

## زندگی
وی در سال ۹۰۹ قمری در روستای پیرخضران در نزدیکی مریوان به دنیا آمد. وی در عصر صفویان می‌زیسته که در آن زمان هلو خان اردلان والی مریوان بوده‌است. از زندگی وی جزئیات زیادی در دسترس نیست. تعدادی از تذکره‌ها و کتاب‌های تاریخ کرد از جمله «خلاصةالاثر فی اعیان القرن الحادی عشر»، «قاموس الاعلام»، «کشف الظنون»، «مشاهیر الاکراد» و «کاتب العثمانی» حقایق مختصری از زندگی وی را ثبت کرده‌اند. وی از نسل پیرخضر شاهوست و از شجره‌نامه‌های باقی‌مانده چنان بر می‌آید که افرادی همچون مولوی کرد و هیمن وملا جامی  از نسل وی باشند. و لقب مصنف را به خاطر نوشتن کتاب های فراوان به ایشان داده اند  او در مسجد هلو خان به تدریس پرداخته و سرانجام در سال ۱۰۱۴ درگذشت. آرامگاه وی در روستای چور از توابع مریوان است. و از ان زمان به بعد روستای چور به دار العلم مشهور است و عالمان فراوانی را  در خود پرورش داده است  . و زندگی نامه ایشان  درسال 1402 توسط سعد ادراکی نوشته شده و به چاپ رسید و در دسترس عموم است از اشعار وی برمی‌آید که در عهد صفوی زیسته و از حمله قزلباشان رنج برده‌است، زیرا که در شعری چنین می‌گوید:
| در آندم کین معانی روی بنمود |  | ز هجرت نهصد وهشتاد و نه بود     |
| زمانی پر فتن دوری پر آشوب   |  | نه دانش مطلب و نی علم مرغوب     |
| خصوصا بنده را در کوهساری    |  | دهی بود از ولایت بر کناری       |
| گهی از ظالمان اهل اسلام     |  | به غارت می‌شدی در صبح و درشام    |
| گهی از شر کفار قزلباش       |  | شدی پنهان به هر شعب و به هر تاش |
| در این آشفتگی وزشت حالی     |  | جهان را دیدم از تصنیف خالی      |
| ز بهر آخرت این چند اوراق    |  | بهم بستم ز فضل حی خلاق          |

## آثار
ملا ابوبکر به دلیل تألیفات بسیاری که داشته به مصنف مشهور شده‌است. بیشتر آثار وی در عرفان، اخلاق، تاریخ و فقه هستند. آثار وی نمونه‌های خوبی از نظم و نثر فارسی و عربی را دربردارند. آثاری که در حال حاضر از وی به جا مانده‌اند به شرح زیر هستند:
- ریاض الخلود
- سراج الطریق
- آفتاب عالم
- وضوح
- طبقات الشافعیه
- سراج التاریخ
- تذکره السلاطین
- کفایةالاسلام
- جامع الکرامات